# Katja Lesjak
Katja Lesjak (14 ottobre 1967) è un'ex sciatrice alpina slovena che gareggiò per la nazionale jugoslava.

## Biografia
Specialista delle prove tecniche originaria di Škofja Loka, la Lesjak debuttò in campo internazionale in occasione dei Mondiali juniores di Jasná 1985, dove vinse la medaglia di bronzo nello slalom gigante; in Coppa del Mondo ottenne il primo piazzamento il 5 gennaio 1986 a Maribor in slalom speciale (11ª) e i migliori risultati il 12 gennaio 1986 a Bad Gastein e il 26 novembre 1987 a Sestriere (suo ultimo piazzamento agonistico), quando si classificò al 9º posto sempre in slalom speciale. Non prese parte a rassegne olimpiche né ottenne piazzamenti ai Campionati mondiali.

## Palmarès

### Mondiali juniores
- 1 medaglia:
  - 1 bronzo (slalom gigante a Jasná 1985)

### Coppa del Mondo
- Miglior piazzamento in classifica generale: 64ª nel 1986

### Campionati jugoslavi
- 2 medaglie (dati parziali)[1]:
  - 1 argento (slalom speciale nel 1987)
  - 1 bronzo (slalom gigante nel 1987)